# Banchetto di Erode (Donatello Lilla)
Il Banchetto di Erode, o Danza di Salomè, è un rilievo in marmo attribuito a Donatello, databile al 1435 circa, custodito nel Musée des Beaux-Arts di Lilla. È di forma rettangolare e misura 43,5x65 cm. Il rilievo è realizzato con la tecnica dello stiacciato.

## Storia
L'opera è da identificarsi, probabilmente, con il rilievo descritto nell'inventario di Palazzo Medici redatto alla morte di Lorenzo il Magnifico nel 1492. Non si hanno tracce dell'appartenenza del manufatto a un complesso decorativo, per cui il rilievo viene generalmente interpretato come opera autonoma.

## Descrizione e stile

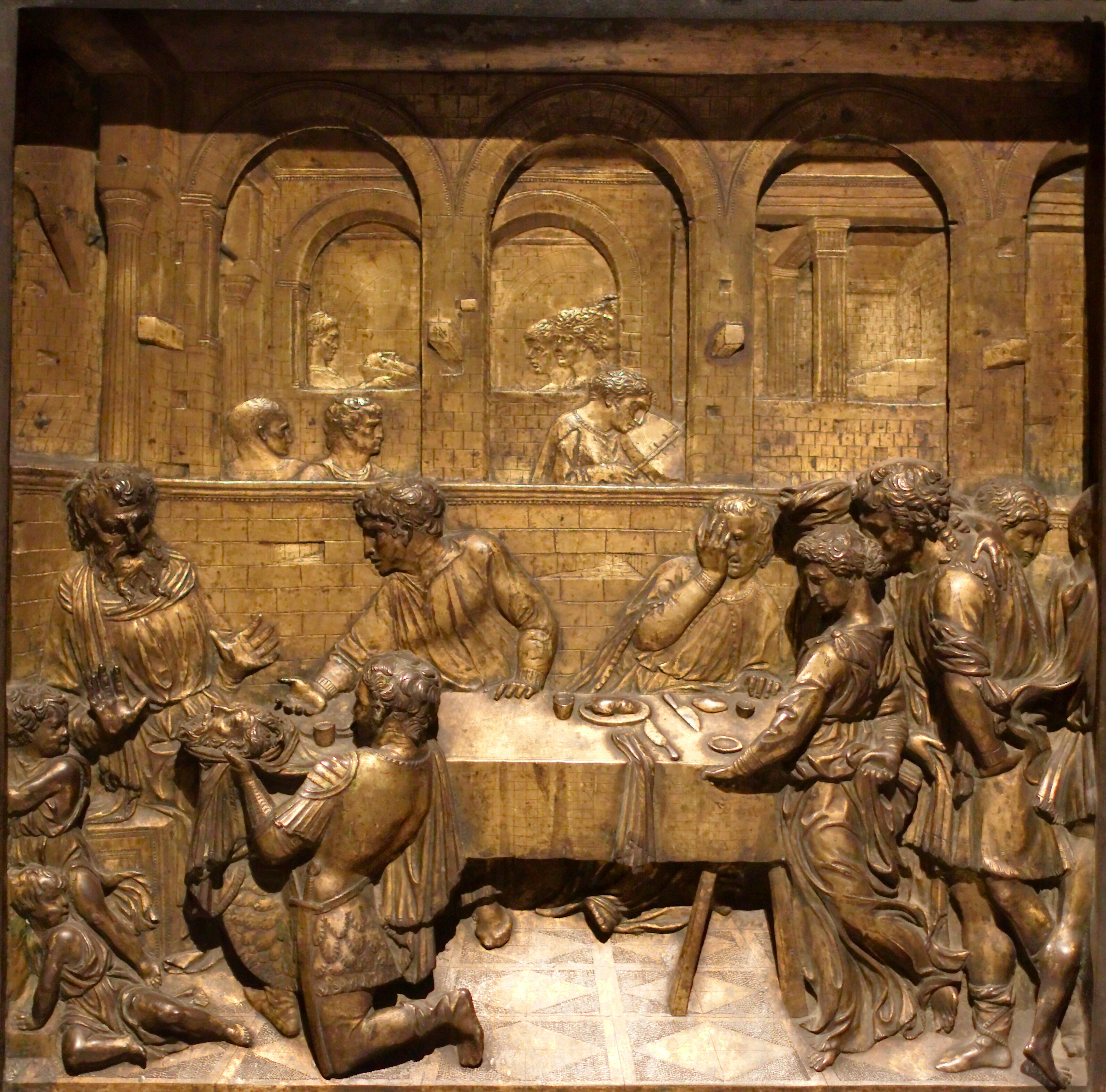
Banchetto di Erode di Siena

L'opera è da confrontare con l'analogo soggetto del Banchetto di Erode di Siena, fuso in bronzo da Donatello nel 1423-1427. In entrambe le opere si mostra la scena in cui viene mostrata la testa di san Giovanni Battista al banchetto di Erode Antipa, tetrarca della Giudea, che l'ha fatto decapitare su consiglio della compagna Erodiade, madre di Salomè, vendicandosi delle critiche del Battista alla loro condizione di concubinaggio. Al centro del rilievo di Lilla, ma in secondo piano, viene mostrata anche la danza con cui Salomè, figlia di Erodiade, convinse Erode a far giustiziare il Battista.
Se nel rilievo senese tutta l'attenzione era sul drammatico svolgersi degli eventi, in quest'opera lo scultore focalizza soprattutto sulla costruzione architettonica, con la virtuosa scalinata di destra, perfettamente scorciata in prospettiva. Le figure sono collocate nelle spazio con efficacia e anche qui, come nel rilievo di Siena, la presenza di archi e aperture nello sfondo permette di vedere in lontananza, anche se, in questo caso, lo sviluppo dell'azione è più lineare, senza scene contemporanee nei piani più indietro. La presenza sullo sfondo di un timpano scorciato obliquamente ha fatto datare il rilievo alla metà degli anni trenta del Quattrocento, per analogia con gli stucchi della Sagrestia Vecchia (in particolare l'Ascensione di San Giovanni Evangelista), ai quali Donatello stava lavorando in quegli anni.
La rappresentazione del Banchetto di Lilla è meno drammatica, con la scena della presentazione della testa relegata all'estrema sinistra, con Erode che finisce per metà fuori dal rilievo, sottintendendo l'idea di uno spazio aperto verso l'infinito oltre il rilievo stesso. Il personaggio che si copre il volto con la mano è presente anche nel rilievo senese, mentre sono nuovi alcuni accenti lievemente grotteschi, come il volto sorridente del servitore che mostra il raccapricciante trofeo della testa. Lo spavento per la consegna della testa è evidente soprattutto nella figura femminile di spalle in primo piano, che fa per allontanarsi inorridita.
La danza di Salomè, che si svolge al centro, non attira l'attenzione di nessun personaggio e sembra quasi un'evocazione spettrale dello stratagemma usato per far uccidere il santo: il gruppo di soldati lì vicino infatti è rivolto al banchetto e le loro espressioni appaiono turbate dall'avvenimento. Più distaccati sono l'uomo sulla scala e il bambino dormiente, due figure che probabilmente avevano semplicemente il ruolo di accrescere la varietas di espressioni e gesti, come teorizzato da Leon Battista Alberti proprio in quegli anni (il De pictura è infatti del 1435).